# HV Bleiswijk
HV Bleiswijk is een Nederlandse hockeyvereniging uit Bleiswijk. De vereniging werd opgericht op 30 september 1976.
HVB speelt sinds 1979 op sportpark Merenveld aan de Götzenhainsingel en in datzelfde seizoen werd HVB volwaardig lid van de KNHB. Acht jaar na de oprichting nam HVB haar eerste kunstgrasveld in gebruik.
Dames 1 speelt in het seizoen 2019/20 in de Derde klasse en heren 1 speelt in de Vierde klasse.